# Sebastião II av Kongo
Sebastião II av Kongo, död 1764, var kung av Kongo mellan 1762 och 1764.